# Protesterna i Irak 2019
Protesterna i Irak 2019 inleddes 1 oktober. Demonstranterna kräver att hela den styrande eliten, som anses vara korrupt, byts ut. Missnöjet riktas också mot Irans inflytande i landet. Protesterna har varit särskilt intensiva i Bagdad och i de södra delarna av landet i städer som Najaf och al-Nasiriyya. I Bagdad har Tahrirtorget och kvarteren runt omkring belägrats av demonstranter. Säkerhetsstyrkor har gått hårt fram. Över 380 människor har dödats. 9 november medgav Iraks premiärminister Adil Abdul-Mahdi att misstag begåtts och att åtgärder skulle vidtas, men demonstrationerna avtog inte i styrka. 29 november meddelade han sin avgång.